# Patterson (Arkansas)
Patterson város az USA Arkansas államában, Woodruff megyében. Lakosainak száma 310 fő (2020. április 1.).

## Népesség
A település népességének változása:

| 2010 | 452 |
| 2020 | 310 |